# Pilar Rojo Noguera
Pilar Milagros Rojo Noguera (La Coruña, España, 23 de febrero de 1960) es una política española, militante del Partido Popular de Galicia. Fue presidenta del Parlamento de Galicia de 2009 a 2016. Actualmente es senadora en las Cortes Generales.

## Trayectoria
Pilar Rojo es licenciada en Arquitectura por la Escuela Técnica Superior de Arquitectura de La Coruña y está especializada en edificación y urbanismo.
Cuenta con los diplomas de directiva de la Junta de Galicia y el diploma de Alta Dirección del Instituto Nacional de Administración Pública. 
Hasta 1988 trabajó, como profesional liberal, en los campos de la arquitectura y del urbanismo.
Ese año inpresó por oposición como funcionaria de carrera en el Cuerpo de Arquitectos de Hacienda Pública. Entre 1989 y 1990 desarrolló su actividad como arquitecta de Hacienda Pública en Palma de Mallorca. 
De 1990 a 1996 ejerció como arquitecta de Hacienda Pública en la Delegación Provincial de Economía y Hacienda en Pontevedra. 
Fue miembro electo del claustro constituyente de la Universidad de Santiago de Compostela, en representación de los alumnos de doctorado (1986-1988); vocal del Jurado Provincial de Expropiación Forzosa de Pontevedra (1990-1996); vocal del Consejo Territorial de Propiedad Inmobiliaria Urbana de Baleares (1989-1990) y de Pontevedra (1990-1996). En noviembre de 1996 fue nombrada delegada provincial de la Consejería de Cultura y Comunicación Social de la Junta de Galicia en Pontevedra, cargo que ocupó hasta finales de 2001. 
En el año 2001 (VI Legislatura) fue elegida diputada del PPdeG por Pontevedra en el Parlamento de Galicia, cargo para el que fue reelegida en las VII, VIII y IX legislaturas. 
El 20 de enero de 2003 fue nombrada consejera de Familia, Juventud, Deporte y Voluntariado de la Junta de Galicia, cargo que desempeñó hasta las elecciones autonómicas de 2005. 
Como parlamentaria, en la VI legislatura, desempeñó las funciones de presidenta de la Comisión de Educación y Cultura, vicepresidenta de la Comisión de Ordenación del Territorio y Medio Ambiente y portavoz de Asuntos Europeos. 
En la VII Legislatura fue portavoz adjunta del Grupo Parlamentario Popular, así como portavoz de Vivienda y de Urbanismo. En dicha legislatura fue miembro de la Comisión de Estudio de la Reforma del Estatuto de Autonomía de Galicia y formó parte de las comisiones de Ordenación Territorial, Obras Públicas, Medio Ambiente y Servicios; y de la de Educación y Cultura.
El 1 de abril de 2009 fue elegida presidenta del Parlamento de Galicia (VIII Legislatura)
En marzo de 2010 resultó elegida presidenta de la Conferencia de Presidentes de Parlamentos Autonómicos de España (COPREPA) durante un periodo de un año. 
Pilar Rojo Noguera forma parte del Comité Ejecutivo Nacional del Partido Popular y es miembro del Comité Ejecutivo Regional, de la Junta Directiva Regional y del Comité de Dirección del mismo partido, siendo secretaria ejecutiva de Política Social, Bienestar y Juventud.
Es miembro del Comité Ejecutivo Provincial y del Comité Ejecutivo Local de Pontevedra. 
El 16 de noviembre de 2012 fue reelegida presidenta del Parlamento de Galicia (IX Legislatura)
En octubre de 2013 fue elegida presidenta de la Conferencia de Asambleas Legislativas Regionales de Europa (CALRE).
Renunció a la Presidencia del Parlamento de Galicia el 12 de enero de 2016 para incorporarse al Congreso de los Diputados, después de las elecciones generales celebradas en 20 de diciembre de 2015, en las que resultó elegida diputada del Partido Popular por Pontevedra.
En las elecciones del 26 de junio de 2016 revalidó su escaño en el Congreso por la Provincia de Pontevedra , el 21 de noviembre de 2016 se postula a presidir la Comisión de exteriores del Congreso .